# Canarische grootoorvleermuis
De Canarische grootoorvleermuis (Plecotus teneriffae teneriffae) is een grootoorvleermuis.

## Kenmerken
Deze vleermuis is iets groter dan zowel de grijze als de bruine grootoorvleermuis en is donkergrijs van kleur.

## Verspreiding

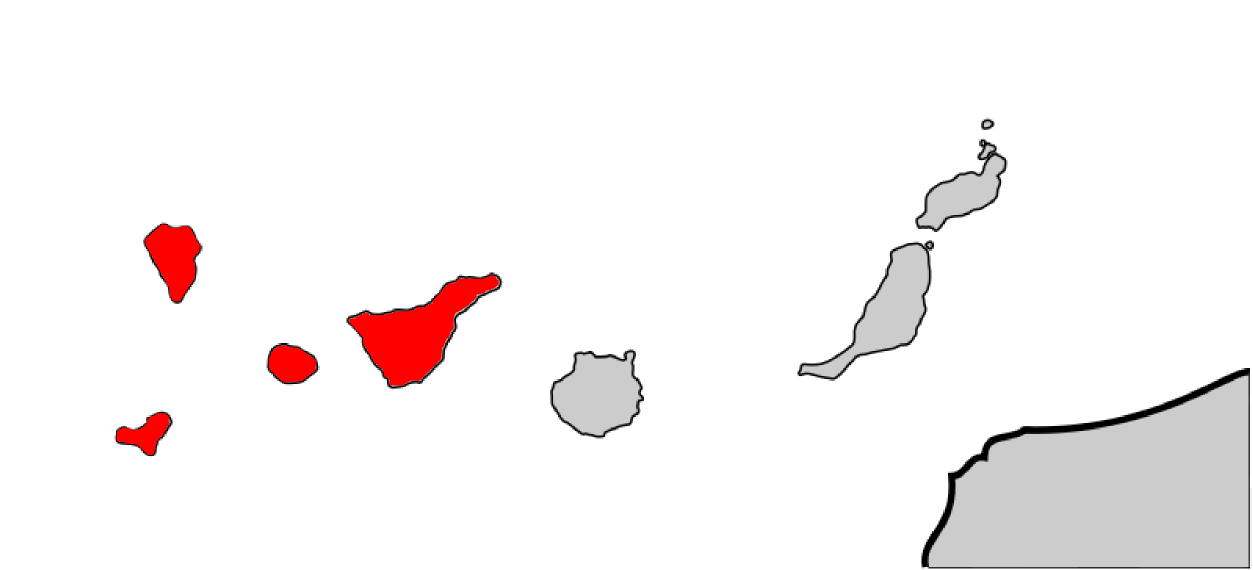
Kaart

Deze soort komt voor op Tenerife, La Palma en El Hierro (ook bekend als "Ferro") in de Canarische Eilanden. Hij komt het meeste voor in bossen en struikgewas tussen 170 en 2300 m hoogte. Hij prefereert pijnbossen (Pinus canariensis) boven andere soorten bossen. Hij slaapt alleen of in kleine kolonies. De Canarische grootoorvleermuis is nog nooit gevonden in holle bomen of vleermuis- of vogelhuizen.

## Soortenbeschrijving
De Canarische grootoorvleermuis werd tot 1985 meestal als een ondersoort van of de grijze of de bruine soort beschouwd, maar sindsdien werd hij meestal als een aparte soort P. teneriffae beschouwd. In 2004 plaatsten onderzoekers hem echter weer in één soort met de Balkangrootoorvleermuis (P. t. kolombatovici) en de Libische grootoorvleermuis (P. t. gaisleri). In een later artikel werd P. kolombatovici weer als een aparte soort, inclusief P. k. gaisleri, gezien, omdat de beide vormen belangrijk verschillen, hoewel ze elkaars nauwste verwanten zijn.